# Benjamin Church
Benjamin Church (Newport, 24 agosto 1734 – 1778) è stato un chirurgo statunitense.
Fu il primo chirurgo generale dell'Esercito degli Stati Uniti (Surgeon General of the U.S. Army), direttore generale del servizio medico dell'Esercito Continentale nel 1775. Benjamin fu a tutti gli effetti il primo chirurgo generale dell'esercito degli Stati Uniti, che fungeva da "capo medico e direttore generale" del servizio medico dell'esercito continentale dal 27 luglio al 17 ottobre 1775. Fu anche attivo nel movimento dei Boston Sons of the Liberty negli anni prima della guerra. Tuttavia, durante la rivoluzione americana, fu invitato a inviare un messaggio a Thomas Gage, il comandante britannico, e fu processato e condannato per "comunicare con il nemico".

## Biografia

### Famiglia e istruzione
Church è nato a Newport, Colonia di Rhode Island, figlio di Benjamin Church, un mercante di Boston e diacono della Hollis Street Church diretta dal Rev. Mather Byles. Il suo bisnonno, il colonnello Benjamin Church, prese una parte importante nella guerra con gli indiani Narragansett e guidò i suoi militari fino alla morte d re Filippo il 12 agosto 1676. La sorella di Benjamin Alice sposò lo stampatore Boston John Fleeming.
Il terzo Benjamin frequentò la Boston Latin School e si laureò all'Harvard College nel 1754. Studiò medicina con il Dr. Joseph Pynchon, proseguendo poi i suoi studi a Londra. Mentre era lì, ha sposato Hannah Hill di Ross, Herefordshire. Ritornato a Boston, si fece una reputazione come chirurgo.

### Ambiguità politiche
Con crescenti attriti tra le colonie e la Gran Bretagna, Church sostenne vigorosamente la causa di Whig con la sua penna. Ci sono prove che durante questo periodo è stato variamente considerato un patriota ardente e un simpatizzante Tory segreto. Esaminò il corpo di Crispus Attucks e trattò alcuni dei feriti nel massacro di Boston il 5 marzo 1770. Nel 1773, consegnò l'orazione annuale del Massacro, per commemorare la tragedia insanguinata del 5 maggio 1770, che lo segnò come un oratore di alto livello.
Nel 1774, Church fu eletto delegato al Congresso provinciale del Massachusetts e in seguito divenne membro del suo comitato di sicurezza, che era incaricato di preparare il conflitto armato. Più o meno nello stesso periodo, il generale Gage iniziò a ricevere informazioni dettagliate sulle attività del Congresso provinciale. Il 21 febbraio 1775, il Congresso provinciale nominò la Chiesa e il dottor Joseph Warren un comitato per fare un inventario delle forniture mediche necessarie per l'esercito e, il 7 marzo, votò loro la somma di cinquecento sterline per l'acquisto di tali forniture.
L'8 maggio 1775, dopo l'inizio della guerra rivoluzionaria, Church divenne membro di una commissione d'esame per chirurghi per l'esercito. Una risoluzione del 19 giugno ordinò "che il Dr. Church, il Dr. Taylor e il Dr. Whiting fossero un comitato per valutare quale metodo adottare per rifornire gli ospedali di chirurghi e che gli stessi signori fossero un comitato per fornire medicine e altre cose necessarie per gli ospedali. " Come presidente di una sottocommissione del Comitato per la sicurezza, firmò un rapporto il 12 maggio che raccomandava un sistema di opere difensive su Prospect Hill e Bunker Hill. I colleghi hanno notato, tuttavia, che aveva insistito per entrare a Boston subito dopo la battaglia di Lexington e Concord, e mentre era lì è stato visto in una conferenza con il generale britannico Thomas Gage; ha affermato di essere stato arrestato e rilasciato.

### Direttore generale
A maggio, Church andò a Philadelphia, in Pennsylvania, per consultare il Congresso continentale sulla difesa della colonia del Massachusetts. Il 27 luglio, quell'organismo autorizzò l'istituzione di un dipartimento medico dell'esercito con un direttore generale e un capo medico che sarebbe stato a capo sia del dipartimento ospedaliero del primo ospedale militare che del primo quartier generale dei chirurghi del reggimento (situato nell'Henry Vassall House, Cambridge, MA). Nel frattempo, il 2 luglio, il generale George Washington era arrivato a Cambridge per prendere il comando delle forze coloniali, e Church era uno dei membri del comitato incaricato di riceverlo.
La chiesa aveva difficoltà a gestire il suo dipartimento e i chirurghi del reggimento. Una tempesta di proteste si riversò nel quartier generale dell'Esercito e Washington fu costretta a ordinare un'indagine sul servizio medico. A sua difesa, Church si è lamentata del fatto che i rivali erano gelosi della sua posizione e, secondo quanto riferito, avrebbe chiesto il permesso di lasciare l'esercito. Nel frattempo, si verificò un incidente che lo portò dinanzi a una corte marziale dell'esercito il 4 ottobre 1775.

### "Corrispondenza criminale" e corte marziale
Nel luglio 1775, Church aveva inviato una lettera cifrata indirizzata a un Maggiore dog, un ufficiale britannico a Boston, attraverso un'ex amante. La lettera fu intercettata da un altro ex fidanzato della donna e fu inviata a Washington a settembre. Quando due gruppi di signori lo decifrarono, scoprirono che conteneva un resoconto delle forze americane prima di Boston, anche se nessuna rivelazione di grande importanza. Tuttavia, dichiarò la devozione di Church alla Corona e chiese indicazioni per continuare la corrispondenza.
La questione è stata sottoposta a una corte d'inchiesta composta da ufficiali generali, a presiedere a Washington.
Church ha ammesso la paternità della lettera, ma ha spiegato che è stata scritta con l'obiettivo di impressionare il nemico con la forza e la posizione delle forze coloniali al fine di prevenire un attacco mentre l'esercito continentale era ancora a corto di munizioni e nella speranza di contribuire a far cessare le ostilità. La corte ha ritenuto che Church avesse esercitato un'intelligenza criminale di corrispondenza.

## Cultura di massa
Nel videogioco Assassin's Creed III, Church è ritratto come membro dei Templari antagonisti. Più tardi tradisce i Templari fornendo informazioni agli inglesi, in contrasto con gli attuali piani dell'Ordine. Il leader dei Templari, Haytham Kenway, e suo figlio, il protagonista degli Assassini Ratonhnhaké:ton, unirono temporaneamente le forze per inseguire Church, che aveva anche rubato i rifornimenti destinati all'esercito continentale di stanza a Valley Forge. Lo rintracciano in Martinica, dove salgono a bordo della sua nave, il Welcome, e lo uccidono, riprendendo nel frattempo le provviste Patriot.
Church appare come personaggio nel romanzo Thieftaker di D. B. Jackson in cui esamina il personaggio titolare.

## Fonti
- Nagy, John A. Dr. Benjamin Church, Spy: A Case of Espionage on the Eve of the American Revolution. 2013. ISBN 978-1-59416-184-1.
- Parts of this article were originally based on public domain text produced by the U.S. government.
- Allen French, General Gage's Informers (1932).
  1. Nagy, John A. Dr. Benjamin Church, Spy: A Case of Espionage on the Eve of the American Revolution: 156
  2. Jackson, D.B. "Thieftaker". D.B. Jackson. Author of Historical Fantasy. WordPress. Retrieved February 22, 2018.
  3. "The Surgeon". IGN. September 10, 2014. Retrieved February 22, 2018
  4. "Benjamin Church". IGN. November 5, 2012. Retrieved February 22, 2018.
  5. Daniel (December 1, 2008). "Henry Vassall House (1746)". Historic Buildings of Massachusetts. Minn Lite Theme. Retrieved February 22, 2018.
  6.  CT. Leffler, SG. Schwartz; RD. Wainsztein; A. Pflugrath; E. Peterson, Ophthalmology in North America: Early Stories (1491-1801)., in Ophthalmol Eye Dis, vol. 9, 2017,  p. 1179172117721902, DOI:10.1177/1179172117721902, PMID 28804247.
  7. Wakefield, Robert S. (1998). Richard Church and His Descendants for Four Generations. General Society of Mayflower Descendants. p. 119.